# عمل أهل المدينة
عمل أهل المدينة من أهم الأصول التي انفرد بها الإمام مالك واعتبرها من مصادر فقه الأحكام والفتاوى، لذلك اهتم به ودافع عنه في رسالته إلى الليث بن سعد. وهذه الرسالة تعد وثيقة أصولية هامة تمثل الفكر الأصولي في معالمه واتجاهاته والذي أخذ طريقه إلى التدوين الأولي.

## ما هو عمل أهل المدينة؟
إن عمل أهل المدينة يختلف عن الإجماع؛ لأن رسالته إلى الليث بن سعد يُفهم منها صراحةً أنه يقصد ما هو سُنّة مأثورة مشهورة. وعلى هذا القول كثير من العلماء منهم «القاضي عياض» و«الباجي» و«ابن القيم» و«ابن خلدون» وغيرهم.

## أقسام عمل أهل المدينة
والعلماء يُقَسِمون عمل أهل المدينة إلى أنواع مجموعة في قسمان رئيسان: أحدهما يرجع إلى السنة والثاني يرجع إلى الرأي.
وتُعتبر رسالة مالك إلى الليث بن سعد في الاحتجاج بعمل أهل المدينة أول رسالة في الأصول، كتبها مالك بنفسه ليُناصر مذهب أهل المدينة، وقدم الحجج والبراهين للأخذ بعمل أهل المدينة. ولعل من الأسباب التي دفعت مالك إلى اعتبار عمل أهل المدينة حجة كما يُفهم من رسالته هذه، ما يلي:
- إن للمدينة المنورة اعتبارًا خاصًا لا تشاركها فيه مدن الأمصار الأخرى فهي دار الإسلام الأولى، ومهبط الوحي، وأرض ضمت جسد رسول الله صلى الله عليه وسلم، ومركز الخلافة الراشدة، وموطن أكثر الصحابة الأجلاء علما وعملا، ومنزل أفاضل العلماء من التابعين وتابعيهم.
- كان يرى أن عمل أهل المدينة توارثوه جماعة عن جماعة وهو بمنزلة الرواية وهم أقرب من مواقع الوحي والأجدر بالحفاظ عليه.
- كما كانت المدينة تعج بالصحابة وعلمائهم، فهي دار سنة وحديث وفتوى الصحابة وكبار التابعين من بعدهم.
- إن الأحاديث الواردة في فضل المدينة ومكانتها في الإسلام تجعل عمل أهلها أجدر بالاتباع ونقل مالك إجماع أهل المدينة في موطئه على نيف وأربعين مسألة.

## تقسيمات عمل أهل المدينة
لقد قسم الإمام «الباجي» عمل أهل المدينة إلى قسمين:
1. قسم طريقه النقل الذي يحمل معنى التواتر كمسألة الأذان، ومسألة الصاع وترك إخراج الزكاة من الخضروات، وغير ذلك من المسائل التي طريقها النقل واتصل العمل بها في المدينة على وجه لا يخفى مثله، ونقل نقلًا يحج ويقطع العذر.
2. قسم نقل من طريق الآحاد، أو ما أدركوه بالاستنباط والاجتهاد. قال الباجي: «وهذا لا فرق بين علماء المدينة، وعلماء غيرهم من أن المصير منه إلى ما عضده الدليل والترجيح». ولذلك خالف مالك في مسائل عدة أقوال أهل المدينة.

وقد قام القاضي عياض بتأكيد ما ذكره الإمام الباجي مفصلًا ذلك، حيث قسم النوع الأول وهو ما يرجع إلى النقل فيه من عمل أهل المدينة إلى أربعة أنواع:
1. إما نقل شرع عن النبي صلى الله عليه وسلم من قول أو فعل.
2. وإما نقل إقرار منه.
3. وإما نقل ترك منه.
4. وإما نقل أعيان وتعيين الأماكن، كنقلهم موضع قبره صلى الله عليه وسلم ومسجده ومنبره وغير ذلك (6).

وتناول النوع الثاني وهو العمل المبني على اجتهاد واستدلال، مبينًا الخلاف الحاصل في قبوله ورفضه سواء داخل المذهب أو خارجه، وأهم ما ذكره مسألة الترجيح بين عمل أهل المدينة وخبر الآحاد قائلا: «ولا يخلو عمل أهل المدينة مع أخبار الآحاد من ثلاثة أوجه»:
- إما أن يكون مطابقا لها، فهذا آكد في صحتها إن كان من طريق النقل، أو ترجيحها إن كان من طريق الاجتهاد فلا خلاف في هذا، إذ لا يعارضه هنا اجتهاد آخر، وقياسهم عند من يقدم القياس على خبر الواحد.
- وإن كان مطابقا لخبر يعارض خبراً آخر، كان عملهم مرجحا لخبرهم، وهو أقوى ما ترجح به الأخبار إذا تعارضت.
- فإذا كان إجماعهم من طريق النقل تُرك له الخبر بغير خلاف عندنا في هذا، ولا التفات إليه، إذ لا يترك القطع واليقين لغلبة الظنون، وما عليه الاتفاق لما فيه الخلاف.

وكان انفراد المالكية بهذا الأصل سببا في اختلافهم مع غيرهم من العلماء من المذاهب الأخرى في كثير من الفروع الفقهية.
بينما قسم ابن تيمية إجماع أهل المدينة إلى أربع مراتب:
- الأولى: ما يجرى مجرى النقل عن النبي صلى الله عليه وسلم مثل نقلهم لمقدار الصاع والمد، وكترك الصدقة في الخضروات، قال: فهذا مما هو حجة باتفاق العلماء.[8]
- الثانية: العمل القديم بالمدينة قبل مقتل عثمان بن عفان، قال: فهذا حجة في مذهب مالك وهو المنصوص عن الشافعي وكذا هو ظاهر مذهب أحمد.
- الثالثة: إذا تعارض في المسألة دليلان كحديثين وقياسين جهل أيهما أرجح، وأحدهما يعمل به أهل المدينة، قال: ففيه نزاع، فمذهب مالك والشافعي أنه يرجح بعمل أهل المدينة، ومذهب أبي حنيفة أنه لا يرجح بعمل أهل المدينة، ولأصحاب أحمد وجهان.[9]
- الرابعة: وهي العمل المتأخر بالمدينة، وهو محل الخلاف بين الجمهور ومالك. [10]